# جون ميتشيل (لاعب كرة قدم أمريكي)
جون ميتشيل (بالإنجليزية: John Mitchell)‏ هو لاعب كرة قدم أمريكي، ولد في 14 أكتوبر 1951 في موبيل في الولايات المتحدة. لعب مع ألاباما كريمزون تايد فوتبول ‏.